# 净土宗 (日本)
淨土宗是漢傳佛教中的淨土宗傳入日本後，形成了一系列希望透過信仰阿弥陀佛而得救的獨特宗派，包括时宗、融通念佛宗、以及从净土宗分立出的净土真宗。

## 歷史源流

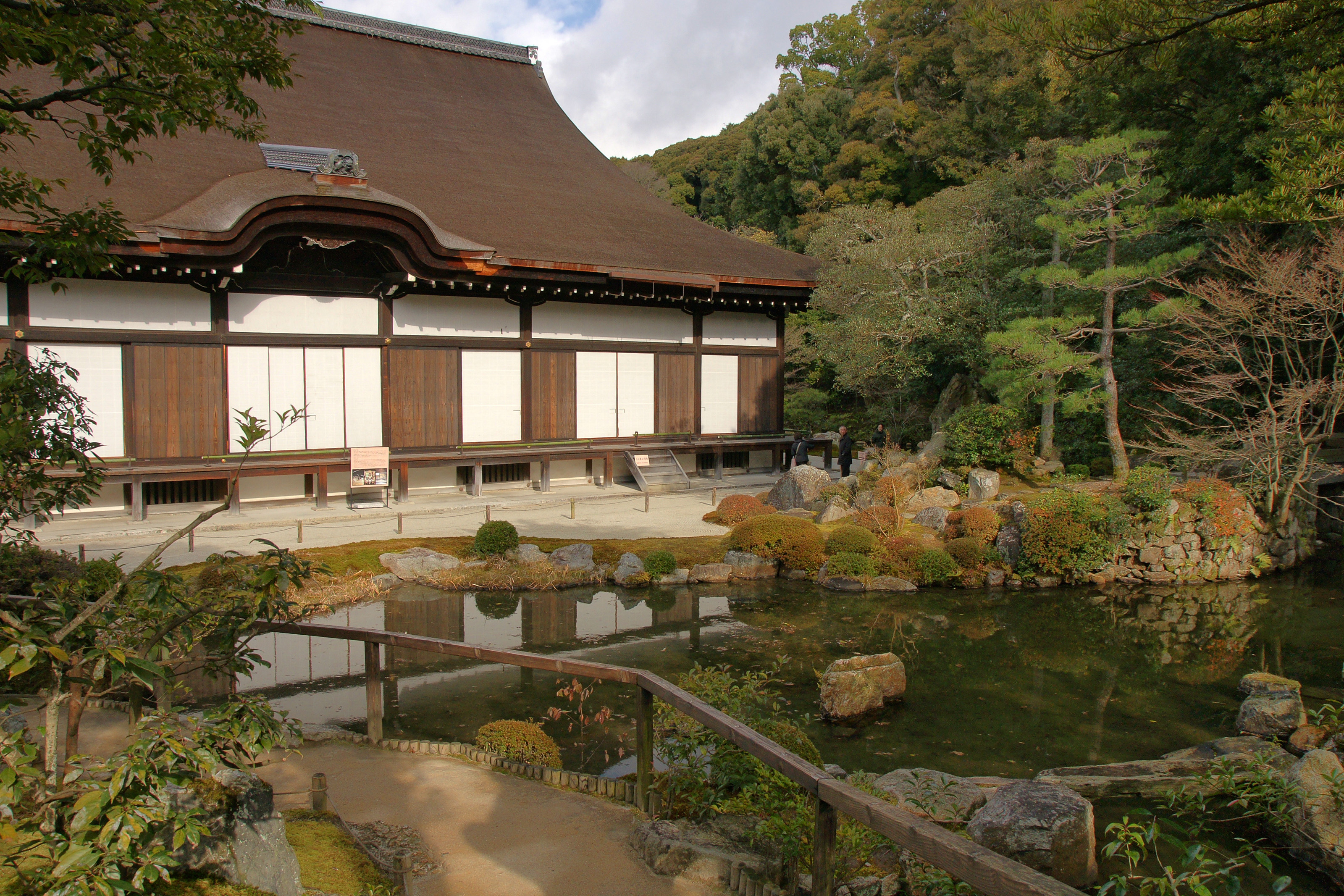
日本淨土宗總本山的知恩院、京都

### 早期發展
净土思想传入日本可追溯到飞鸟时代。当时，中国制造的阿弥陀佛像和净土变相图陆续传入日本，于推古十五年（公元 607年）随遣隋使入隋，求法三十余年的僧人惠隐从中国携回大量净土经典，在宫中多次开讲《无量寿经》，使阿弥陀佛的信仰在皇室和贵族社会间萌芽。至奈良时代中期，净土三经和中国、新罗诸师的注疏，也全部传入日本。这一时期的净土信仰，主要体现在抄经、造像、立塔、建院等活动中，模仿唐代净土变相制作的“当麻曼陀罗”、“智光曼陀罗”等净土艺术品也盛极一时。这些崇拜活动的主要目的是追荐亡者冥福，对象也集中在皇室与贵族社会内部。随着入唐学问僧陆续回国，南都六宗中三论宗智光，华严宗智憬、法相宗善珠等受到中國佛教的影响，纷纷为《无量寿经》注释、撰疏。
十世纪后，日本的净土思想出现了转型，由禳灾延福的祈祷佛教向厌离秽土、追求净土的念佛法门转化。这是由藤原摄关政治的专制、国家律令的破坏和社会秩序的混乱带来的。十世纪中叶起，水、火、旱灾及地震频发，瘟疫流行。生活在痛苦中的民众愿意接受末法信仰；沉浮不定的贵族阶层也把自己的最终命运託付予往生极乐世界。

### 唐朝傳入
847年日僧圆仁从唐朝求法归来。在唐期间，他曾于五台山竹林寺修习盛行于唐的法照“五会念佛”（在日本亦称为引声念佛），并携回法照撰著的《净土五会念佛略法事仪赞》。仁寿元年（公元851年），圆仁首次在比叡山将五台山念佛三昧之法导入先前最澄传入的常行三昧，传诸弟子，使之与法华三昧并为比睿山教团的必修课业。天台净土教日趋兴隆。至圆仁门下的良源时代，日本天台宗中以念佛为主的常行三昧取代了法华三昧，成为天台宗修行的主流方式。良源在横川建立「常行三昧堂」，并撰著《极乐净土九品往生义》，构造了天台净土教的思想、理论体系。
当时以藤原氏为代表的贵族阶层流行观想念佛。永承七年（公元1052年）藤原道长之子赖通将其宇治山庄的别墅改建为佛寺，更名为平等院，院中依佛教末法之境，在莲池西侧建造阿弥陀堂，于中供奉“阿弥陀如来”与51尊“云中供养菩萨像”，金碧辉煌、华丽无比，彰显了藤原氏族为代表的贵族所憧憬的极乐世界。而在下层社会，流行持名念佛为主的信仰。以空也为代表的僧人脱离显密教团，在市井中显身，鼓吹称名念佛。空也游历各地，通过架桥、修路、掘井等各种社会实践传播，普及此信仰，世称“市圣”、“阿弥陀圣”。

### 融通念佛宗
良忍原是天台宗高僧，在二十余年的修行生活中，苦行精进。在1044年5月15日，他在念佛三昧中亲见阿弥陀佛，获得教诲：“一人一切人，一切人一人，一行一切行，一切行一行，是名他力往生。十界一念，融通念佛，亿万百遍，功德圆满”，遂大彻大悟，创立了融通念佛的法门。他吸收天台之‘一念三千，十界互具’、华严之‘圆融无碍，相即相入’的教理，而主张一人所唱的念佛功德与众人所唱的念佛功德相互融通，而念佛一行亦与一切万行相通，一切功德圆满，乃得往生净土。良忍的这一思想体现了庶民的宗教精神，组织起信仰共同体来分享个人的救度，就是这一精神的宗旨。良忍之后，融通念佛的法门逐渐中衰。直至十七世纪，僧人大通通過他修行時代的學佛歷程， 建立一個將戒律為基礎，台、賢为兩大支柱的淨土宗派。这一宗派受明末清初传入的黄檗宗影响很大，大通引用宋後的台、賢、禅、律文獻來支持一融合性的教義， 而幾乎不引用日本淨土教的大師， 特别是与曇鸞、道綽、善導等隋唐淨土大師有关的著作。在這一點上融通念佛宗有一种「內華外和」的色彩，内涵上与元明之後的中國淨土宗很相似。

### 淨土宗的本土化
融通念佛是一种结合了自力和他力的信仰，而日本其他的净土信仰，正在朝着感應“純他力”，也就是阿彌陀佛第十八願願力的方向前进。
法然上人原係天台宗僧人，为寻求解脱捷径，发现「信愿念佛」法门，創立日本净土宗，这使得净土信仰在日本摆脱了“寓宗”的形式，正式以独立的姿态与佛教各派并列。法然开宗创教，偏依中国初唐善导大师，因此尊奉其为净土宗高祖。和中国净土宗不同的是，日本净土宗嚴格地排除善導淨土思想以外的任何佛教思想， 即便是法然出身的天台宗思想也不例外，以求專一的修行。日本净土宗依照阿彌陀佛的第十八願──念佛往生，由一心专念弥陀名号，依仗阿弥陀佛的愿力，就能感應往生净土作為修行的方法。法然的《选择本愿念佛集》论述了这一观点。
而由法然弟子亲鸾建立的净土真宗則倡导一种纯他力的净土思想，他所主张的本愿念佛，唯凭四十八愿中的第十八愿，以及《觀無量壽經》中的观点——即使五逆十恶之人，在临终时只要对弥陀净土有足够的信心愿望也能往生，而且不期來迎。净土真宗不禁僧人娶妻食肉，亲鸾本人就娶妻生子。
一遍上人创建的时宗也属于净土系的宗派。因《阿弥陀经》有“临命终时”一句，一遍想到人生无常，时时在生灭之中，故‘平生’与‘临终’等无差别；为表此意及念佛本旨，遂将自己的宗派命名为时宗。一遍携劝进帐（为劝人念佛而设的登录名簿）与念佛札，于十六年间，游遍日本六十余州，劝人念佛，人称‘游行上人’。 
良忍、一遍、亲鸾的教法都杂夹着民间信仰的色彩，因此广泛受到民众的欢迎。直到今日，净土宗和净土真宗仍然属于日本佛教最大的三个宗派。

### 天台真盛宗
与上述脱离天台宗自创宗派的僧人不同，真盛上人在天台宗内部弘布净土法门。真盛原是兼学台密二教的台宗高级僧侣，有感当时僧风颓唐、社会堕落的状况，他于文明十五年（1483年）到黑谷的青龙寺隐居，每日称名念佛六万遍。他很认同源信《往生要集》所说的「大菩提心，护三业，深信至诚，常念佛、随愿决定生极乐」的教导。日后他为人说法时，注重的便是与此教导对应的圆戒和持名念佛这两法门。真盛的门徒日后发展为天台真盛宗。

## 主要寺院

### 鎮西派
總本山
- 知恩院…（正式名稱）華頂山知恩教院大谷寺（京都市東山區）

大本山
- 增上寺…（正式名稱）三緣山廣度院增上寺（東京都港區）

- 金戒光明寺…（正式名稱）紫雲山金戒光明寺（京都市左京區）

- 百萬遍知恩寺（京都市左京區）

- 清淨華院…（正式名稱）（京都市上京區）

- 善導寺…（正式名稱）井上山光明院善導寺（久留米市）

- 光明寺…（正式名稱）天照山蓮華院光明寺（鎌倉市）

- 善光寺大本願（長野市）

- （本堂）定額山善光寺（長野市）

### 西山派
西山禪林寺派總本山
- 永觀堂 禪林寺…（正式名稱）聖衆來迎山無量壽院禪林寺（京都市左京區）

西山淨土宗總本山
- 粟生光明寺（長岡京市）

淨土宗西山深草派總本山
- 誓願寺（京都市中京區）